# Принцесса Фиона
Принце́сса Фио́на (англ. Princess Fiona) — персонаж франшизы DreamWorks «Шрек», впервые появившийся в анимационном фильме «Шрек». Фиона — один из главных персонажей серии фильмов. Она была представлена как прекрасная принцесса, которая в результате проклятия превращается каждую ночь в огра. Сначала она должна была разрушить чары поцелуем принца, но вместо этого познакомилась и влюбилась в огра по имени Шрек. Происхождение персонажа и его взаимоотношения с другими героями были подробно описаны в последующих фильмах; в фильме «Шрек 2» (2004) она знакомит своего нового мужа Шрека с родителями; в фильме «Шрек Третий» (2007) она становится матерью; в фильме «Шрек навсегда» (2010), большая часть сюжета происходит в альтернативной реальности, где Фиона и Шрек никогда не встречались и она стала уполномоченным воином.

## Озвучивание
Роль Фионы озвучивала американская актриса Кэмерон Диас, одна из трёх основных актёров франшизы. Диас озвучила Фиону во всех четырёх частях франшизы на протяжении десяти лет. Первоначально персонажа должна была дублировать комедиантка и актриса Джанин Гарофало, но её уволили из первого фильма, а на её место пришла Диас. Гарофало заявляла, что её отстранили от проекта без объяснения причин. Были предположения, что поиск новой актрисы на роль Фионы был связан со смертью комика Криса Фарли, который был изначально утверждён на роль Шрека и успел записать большинство реплик, пока не умер во время производства мультфильма, затем его заменил актёр Майк Майерс. По мнению кинообозревателя Джима Хилла, изначально создатели фильма взяли Гарофало на роль Фионы, так как считали, что сарказм актрисы помог бы уравновесить позитивный настрой Фарли к главному герою. Но в итоге продюсеры поняли, что версия Фионы от Гарофало была слишком мрачной для фильма, и предложили роль Диас. Когда появилась милая версия Фионы, Шрек стал более пессимистичным персонажем.

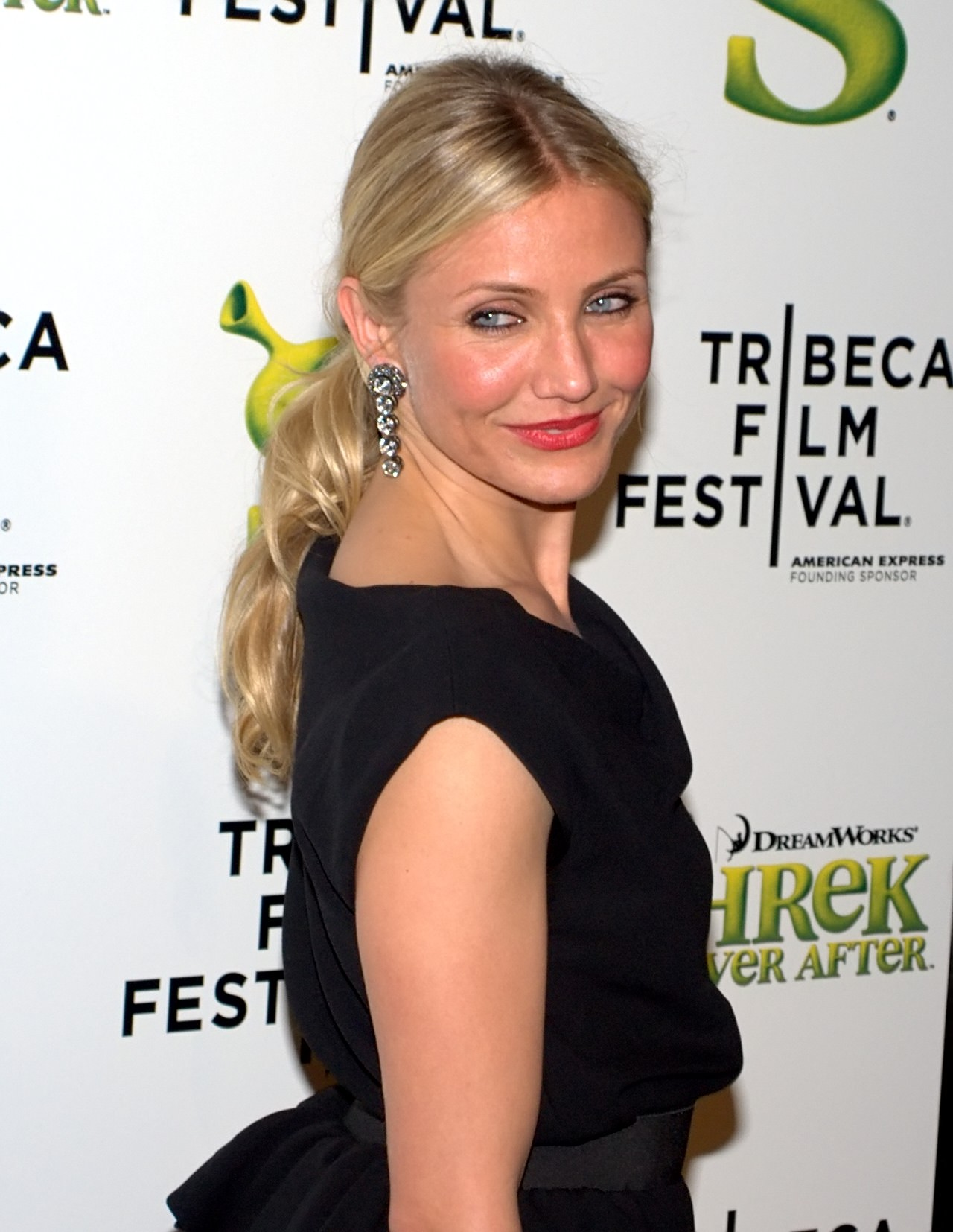
Принцесса Фиона говорила голосом актрисы Кэмерон Диас

Для Диас роль Фионы стала первым опытом в озвучивании мультфильмов. Актриса согласилась озвучивать персонажа после того, как узнала, что это будет мультфильм про огра и принцессу, которые учатся понимать друг друга. Вдобавок Диас горела желанием поработать с Майерсом, Эдди Мерфи (Осёл) и Джоном Литгоу (лорд Фаркуад). Перед тем, как был написан полный сценарий, Диас записала большую часть своих реплик для черновых сцен. До «Шрека» актриса сыграла главную роль в комедийном боевике «Ангелы Чарли», в съёмках которого она овладела навыками боевого искусства. При озвучивании сцены, в которой её персонаж дерётся с Робин Гудом и его помощниками, Диас делала разнообразные движения руками и иногда произносила фразы на кантонском языке. Однажды Диас рыгнула во время записи, вскоре этот момент запечатлели для одной из сцен с Фионой. Актриса работала без сценария, ей приходилось импровизировать для некоторых сцен. Диас признавалась, что это был один из самых сложных процессов в озвучивании. Актрисе не показывали сценарий до тех пор, пока она не закончила озвучивать спустя два года. К этому моменту она наконец-то поняла, через что ей пришлось пройти. Режиссёр «Шрека 2» Келли Эсбери вспоминал, что Диас сразу же «забила гвоздь» своей героине: «В её голосе было что-то конкретное. Она могла быть упрямой и прекрасно знать, чего хочет, и быть уверенной в себе. Но при этом есть частичка милого простодушия и всё, чем она внушает своё доверие».
Диас испытывала хорошие ощущения, когда играла Фиону, и предпочитала озвучивать её как огра, а не как принцессу. Помимо сиквела «Ангелов Чарли» «Ангелы Чарли: Только вперёд», «Шрек» — единственная франшиза, в которой Диас играла свою роль. Происхождение родителей Фионы ещё не было раскрыто в первом фильме, поэтому Диас озвучивала Фиону с калифорнийским акцентом. Узнав о том, что английские актёры Джули Эндрюс и Джон Клиз будут озвучивать её родителей королеву Лилиан и короля Гарольда, соответственно, в «Шреке 2», Диас жалела, что озвучила свою героиню с калифорнийским акцентом, а не с британским. Боб Томпсон из газеты Ottawa Citizen отмечал, что немногие, если таковые имеются, критики не были согласны с несостоятельностью Диас. «Фиона — мой персонаж. Я чувствую себя одержимой ею. Непривычно видеть то, чего на самом деле не чувствуешь. Это полностью отражает твою сущность», — признавалась Диас. На вопрос о том, каково было играть, по мнению журналистов, «уродливого» персонажа, актриса отвечала: «Меня не радуют такие слова лишь потому, что моя героиня большая и круглая. Думаю, она просто прелесть. Её тело — это всё, что у неё внутри. Мне нравится видеть её принцессой, которая не похожа на остальных». В мультфильме «Шрек Третий» Диас озвучивала вместе со своим бывшим парнем, певцом Джастином Тимберлейком, с которым она рассталась в 2006 году. Тимберлейк сыграл кузена Фионы по имени Артур Пендрагон, наследника престола её покойного отца. Участие Тимберлейка была кратко упомянуто в «Шреке 2»; в спальне Фионы на стене висел портрет молодого рыцаря с надписью «Сэр Джастин», который, как полагают, является ссылкой на отношения Кэмерона с Джастином. Диас ничего не знала о камео Тимберлейка, пока не увидела фильм. Она думала, что работа над картиной была завершена ещё до того, как они с Джастином начали встречаться. Хотя Тимберлейку изначально досталась роль Артура, когда актёр был в отношениях с Диас, продюсер Арон Уорнер заявлял, что участие Джастина не было связано с отношениями. Премьера фильма состоялась в мае 2007 года в Лос-Анджелесе и стала первым для СМИ событием, на котором бывшая пара была сфотографирована с момента окончания их отношений. Вскоре Майк Митчелл опроверг слухи о том, что отсутствие персонажа Тимберлейка в фильме «Шрек навсегда» было связано с распадом отношений Диас и Тимберлейка. Он объяснил, что Артур был придуман исключительно для того, чтобы дать важнейшим персонажам больше экранного времени.
Создатели охарактеризовали Диас как вершину франшизы, так как она, по их мнению, «приносит великий дух в фильмы»:9. После премьеры «Шрека навсегда», заключительной части франшизы, Диас размышляла о том, что фильмы про Шрека оставались её подстраховкой, и по-прежнему надеялась на будущие сиквелы. «Я готова к „Шреку 18“, если затем они не убьют Фиону», — шутила Кэмерон. Актрисе было тяжело прощаться со своей героиней. Она принимала фильмы и Фиону как должное и предполагала, что через какое-то мгновенье её пригласят озвучивать в новой части франшизы.

## Появления

Принцесса Фиона в человеческом облике

### Серия фильмов
Впервые Фиона появилась в фильме «Шрек» (2001). По сюжету лорд Фаркуад выбирает в качестве своей невесты принцессу Фиону и готовится жениться на ней только для того, чтобы стать королём Дюлока. Желая вернуть собственность на своё болото, Шрек и Осёл соглашаются спасти Фиону из охраняемой драконом башни и доставить её Фаркуаду. Фиону сумели спасти, но она была разочарована тем, что Шрек — огр, а не рыцарь, и стала хладнокровно к нему относиться по пути обратно в Дюлок. Но, подслушав слова Шрека о том, что над ним постоянно издеваются из-за внешности, Фиона начинает дружить с ним, а вскоре влюбляется. Однажды вечером Осёл узнаёт, что Фиона находится под чарами, из-за которых она каждую ночь превращается в огра, и хочет разрушить их поцелуем Фаркуада перед наступлением следующего заката. Когда на следующее утро Фиона наконец-то решает рассказать Шреку правду, она узнаёт, что тот уже вызвал Фаркуада, чтобы забрать Фиону обратно в Дюлок. Принцесса и огр разошлись, Фиона вернулась в Дюлок вместе с Фаркуадом, а Шрек вернулся на своё болото один. Вскоре Шрек и Осёл прерывают свадебную церемонию Фионы и Фаркуада, на которой Шрек признаётся ей в любви. К заходу солнца Фиона впервые превращается в людоеда на глазах Шрека. Фаркуад грозится запереть её в башне навечно. Однако дракон, который когда-то держал Фиону в заточении, съедает Фаркуада, убивая его. Фиона наконец признаётся в своих чувствах к Шреку и, поцеловав его, превращается в настоящего огра; огры женятся друг на друге.
В фильме «Шрек 2» (2004) Фиона и Шрек возвращаются домой после медового месяца и узнают, что родители Фионы пригласили их в Тридевятое королевство. Шрек беспокоится, что не понравится им, но Фиона настаивает на поездке. Во время встречи родители Фионы, король Гарольд и королева Лилиан, удивляются, что их дочь по-прежнему огр и вышла замуж за одного из них. Гарольд равнодушно относится к своему новому зятю, тем самым напрягая отношения Фионы и Шрека. Несчастная Фиона случайно вызывает свою Фею-крёстную, которая узнаёт, что принцесса вышла замуж за кого-то другого, а не за её сына принца Чарминга, как было тайно оговорено ранее. Фея-крёстная сговаривается с Гарольдом убить Шрека и обманом заставить Фиону влюбиться в Чарминга. Когда Шрек пробует зелье, которое делает его и истинную любовь прекрасными, Фиона на некоторое время возвращается в человеческий облик. Шрек должен поцеловать Фиону до наступления полуночи, иначе заклинание будет отменено. Фея-крёстная, у которой Шрек украл зелье, обманом заставляет Фиону поверить, что Чарминг — это Шрек в человеческом облике. Фея-крёстная сажает Шрека в тюрьму и настаивает на том, чтобы Гарольд дал Фионе зелье, которое заставит её влюбиться в того, кого она поцелует первым — Чарминга. Но, увидев, какой несчастной стала Фиона, король срывает план Феи-крёстной. Шрек предлагает поцеловать Фиону, чтобы навсегда остаться человеком вместе с ней, но Фиона настаивает на том, что предпочла бы провести вечность с огром, в которого влюбилась и вышла замуж. Шрек и Фиона снова превращаются в огров.
В фильме «Шрек Третий» (2007) Фиона и Шрек берут на себя роль действующих королевы и короля Тридевятого королевства, пока Гарольд болен. Когда Гарольд умирает, Шреку предлагают занять его трон, но тот отказывается. Решив подобрать нужного наследника, Шрек намеревается отыскать кузена Фионы, Артура Пендрагона, и уговорить его занять престол. Перед отъездом Фиона рассказывает Шреку, что беременна, заставив его задуматься об отцовстве. В то время как Шрек, Осёл и Кот отправились искать Артура, Фиона остаётся в Тридевятом королевстве, где её подруги Рапунцель, Белоснежка, Спящая красавица, Золушка и сводная сестра Дорис устраивают вечеринку в честь рождения младенца. Вскоре вечеринку прерывает принц Чарминг, организовавший захват королевства, чтобы объявить себя королём. Вместо того, чтобы ждать спасения, Фиона вместе с принцессами устраивает побег из тюрьмы. Сбежав из подземелья, Фиона, Лилиан и другие принцессы (не считая Рапунцель, которая предала подруг, чтобы жениться на Чарминге) организуют команду сопротивления. Арти произносит речь, чтобы убедить злодеев стать хорошими. Фиона и Шрек возвращаются на болото, где у них рождается тройня огров — Фелиция, Фергус и Фаркл.
В фильме «Шрек навсегда» (2010) выясняется, что во время событий первого фильма родители Фионы чуть не лишились королевства, почти подписав у Румпельштильцхена договор, чтобы вернуть свою дочь. Вскоре план Румпельштильцхена провалился, так как Шрек спас Фиону и женился на ней. Во время дня рождения своих детей Фиона ссорится со Шреком из-за того, что тот потерял своё самообладание и скучает по прежним временам до знакомства с ней. Когда Шрек подписывает у Румпельштильцхена договор, он на один день попадает в альтернативную реальность, где Румпельштильцхен правит Тридевятым королевством. Фиона осталась под чарами — человек днём и огр ночью — и оказалась лидером сопротивления огров. Изначально Шрек верил, что его отношения с Фионой по-прежнему существуют. В конце концов Шрек признаётся ей, что Румпельштильцхен действительно изменил реальность. Фиона по-прежнему осталась добросердечной и заботливой, но разочарованной в силе истинной любви, ведь её никогда не спасали из башни. Фиона влюбляется в Шрека снова. Огры сопротивления решаются покончить с тиранией Румпельштильцхена раз и навсегда. Им удаётся его победить, а Фиона целует Шрека, чтобы расторгнуть магический договор. После спасения Шрек возвращается на день рождения своих детей.

## Оценки персонажа
Фиона — аналог главных действующих лиц таких сказок, как Спящая красавица, Белоснежка, Золушка, Красавица и чудовище (известных также в виде классических диснеевских мультфильмов) с точностью до наоборот, пародирует образ классической «диснеевской принцессы» или выступает деконструкцией женского архетипа в сказках — девы в беде. Образ Фионы во многом пересматривает гендерные стереотипы. Принцесса, превращающаяся в «чудовище»-великаншу — это явное отрицание схемы социализации девушки как пассивного, зависимого существа, ожидающего своего «принца», в частности описанного в книге Коллет Даулинг «Комплекс Золушки» (Colette Dowling. The Cinderella Complex) 1981 года. Это во многом перекликается с борьбой феминистского движения против культа красоты. 

## Участие в рейтингах
В голосовании, проведённом в 2009 году Комсомольской правдой на самую сексуальную мульткрасавицу (по образцу аналогичного британского), принцесса Фиона заняла 6 место (уступив Лиле из Футурамы, но опередив диснеевскую Белоснежку), набрав 4,67 % голосов. Михаил Попов в шуточном рейтинге фантастических влюблённых пар в «Мире фантастики» поставил принцессу Фиону и Шрека на первое место за «честные отношения самых смешных и романтических героев самого знаменитого анимационного проекта».

## Влияние
29 ноября 2010 года принцесса Фиона была объявлена крёстной матерью круизного судна Allure of the Seas (в рамках сотрудничества владельцев лайнера — компании Royal Caribbean Cruises Ltd. с киностудией DreamWorks).